# Teskei Ala-Too
Teskei Ala-Too (kirgiziska: Тескей Ала-Тоо) är en bergskedja i östra Kirgizistan, på gränsen till Kazakstan. Den utgör en del av det större bergsområdet Tianshan.   